# BSV Dersim 1993
Der BSV Al-Dersimspor ist ein Sportverein aus dem Berliner Stadtteil Kreuzberg. Die erste Frauen-Fußballmannschaft spielte von 2011 bis 2014 in der drittklassigen Regionalliga Nordost und nahm einmal am DFB-Pokal teil. Die Jugendarbeit ist ein Schwerpunkt des Vereins: Zur Saison 2024/25 hat der Verein 11 Jugendteams und 9 Teams im Seniorenbereich.

## Geschichte
Der Vorgängerverein F.C. Dersim Spor Berlin wurde 1992 gegründet und ein Jahr später in das Vereinsregister eingetragen. Der Verein wurde nach der von alevitischen Zazas und Kurden bewohnten Region Dersim benannt, die 1937 im Rahmen der Türkisierung in Tunceli umbenannt wurde. Der Klub war ursprünglich in Berlin-Neukölln ansässig.
Der Vorgängerverein BSV AL-Spor Berlin 1993 war in Kreuzberg ansässig und wurde von Mitgliedern des Kulturzentrums Anatolischer Aleviten in Berlin-Wedding gegründet.
Am 9. Mai 2003 fusionierten die beiden Vereine zum BSV Al-Dersimspor. Im Juni 2025 erfolgte die Umbenennung zu BSV Dersim 1993.

## Frauenfußball
| Saison  | Liga  | Platz | Tore   | Punkte | DFB-Pokal                         |
| ------- | ----- | ----- | ------ | ------ | --------------------------------- |
| 2004/05 | VI ▲  | 02.   | 223:51 | 81     | keine Teilnahme                   |
| 2005/06 | V ▲   | 02.   | 145:39 | 65     | keine Teilnahme                   |
| 2006/07 | IV 0  | 05.   | 074:75 | 46     | keine Teilnahme                   |
| 2007/08 | IV 0  | 03.   | 104:40 | 54     | keine Teilnahme                   |
| 2008/09 | IV 0  | 03.   | 101:41 | 61     | keine Teilnahme                   |
| 2009/10 | IV 0  | 03.   | 097:40 | 58     | keine Teilnahme                   |
| 2010/11 | IV ▲  | 01.   | 126:21 | 66     | keine Teilnahme                   |
| 2011/12 | III 0 | 08.   | 034:74 | 27     | keine Teilnahme                   |
| 2012/13 | III 0 | 10.   | 035:67 | 18     | 1. Runde (0:7 gegen 1. FC Lübars) |
| 2013/14 | III 0 | 07.   | 055:41 | 31     | keine Teilnahme                   |

Ein Jahr nach der Fusion stellte der Verein erstmals eine Frauenmannschaft, die in den ersten beiden Spielzeiten jeweils den Aufstieg errang. Nunmehr in der Verbandsliga Berlin spielend, etablierte sich die Mannschaft schnell in der Spitzengruppe und sicherte sich im Jahre 2011 aufgrund der besseren Tordifferenz gegenüber den Spandauer Kickers die Meisterschaft. In der Aufstiegsrunde setzte sich Al-Dersimspor gegen den SV Hafen Rostock durch und stieg in die Regionalliga Nordost auf. Ein Jahr später qualifizierte sich die Mannschaft erstmals für den DFB-Pokal, wo sie in der ersten Runde dem 1. FC Lübars mit 0:7 unterlagen.
Schon 2008 war die Frauenmannschaft des BSV Al-Dersimspor in dem Dokumentarfilm Football Under Cover zu sehen. Der Film wurde in den Jahren 2005 und 2006 gedreht und handelt von einem Freundschaftsspiel der Berlinerinnen gegen die iranische Nationalmannschaft im Ararat-Stadion in Teheran. Im September 2014 meldete der Verein die Mannschaft mangels Spielerinnen ab.

## Männerfußball
| Saison  | Liga          | Ebene | Platz | Tore   | Punkte |
| ------- | ------------- | ----- | ----- | ------ | ------ |
| 2003/04 | Kreisliga A ▲ | VIII  | 01.   | 099:30 | 75     |
| 2004/05 | Bezirksliga ▲ | VII   | 01.   | 107:38 | 72     |
| 2005/06 | Landesliga    | VI    | 11.   | 047:48 | 36     |
| 2006/07 | Landesliga    | VI    | 09.   | 063:70 | 38     |
| 2007/08 | Landesliga    | VI    | 07.   | 048:49 | 43     |
| 2008/09 | Landesliga    | 0VII* | 03.   | 075:37 | 60     |
| 2009/10 | Landesliga    | VII   | 02.   | 079:44 | 63     |
| 2010/11 | Landesliga    | VII   | 10.   | 055:61 | 38     |
| 2011/12 | Landesliga    | VII   | 03.   | 072:38 | 60     |
| 2012/13 | Landesliga    | VII   | 11.   | 060:84 | 36     |
| 2013/14 | Landesliga    | VII   | 03.   | 079:54 | 58     |
| 2014/15 | Landesliga ▲  | VII   | 03.   | 066:48 | 58     |
| 2015/16 | Berlin-Liga   | VI    | 15.   | 066:95 | 30     |
| 2016/17 | Berlin-Liga   | VI    | 13.   | 073:97 | 39     |
| 2017/18 | Berlin-Liga   | VI    | 14.   | 047:74 | 39     |
| 2018/19 | Berlin-Liga   | VI    | 14.   | 043:82 | 33     |
| 2019/20 | Berlin-Liga   | VI    | 15.   | 037:65 | 022**  |
| 2020/21 | Berlin-Liga   | VI    | 16.   | 011:21 | 09**   |
| 2021/22 | Berlin-Liga   | VI    | 09.   | 063:63 | 55     |
| 2022/23 | Berlin-Liga ▼ | VI    | 16.   | 058:93 | 28     |
| 2023/24 | Landesliga    | VII   | 05.   | 61:42  | 54     |
| 2024/25 | Landesliga ▼  | VII   | 14.   | 46:77  | 30     |
| 2025/26 | Bezirksliga   | VIII  |       |        |        |

Die erste Männermannschaft startete nach der Fusion in der Kreisliga A und stieg bis 2005 in die Landesliga auf. 2010 wurde Al-Dersimspor Staffelzweiter hinter dem TSV Rudow. 2015 gelang der Aufstieg in die sechstklassige Berlin-Liga, aus der der Verein 2023 nach acht Jahren wieder in die Landesliga abstieg. 2025 folgte der Abstieg in die achtklassige Bezirksliga.
2019 wurden vorübergehend alle Mannschaften des Vereins wegen Übergriffen auf Schiedsrichter vom Spielbetrieb suspendiert. Diese waren zudem maßgeblicher Grund für einen Schiedsrichter-Streik im Berliner Amateurfußball. Die Ereignisse wurden vom Verein aufgearbeitet und es entstand eine Null-Toleranz-Strategie gegenüber Gewalt und Mobbing. Auch der Fokus auf die Jugendarbeit wurde durch die Ereignisse intensiviert. Das Ziel ist es, den Kindern und Jugendlichen ein respektvolles Umfeld zu bieten, in dem sie sich sowohl sportlich als auch persönlich entfalten können.